# Дубулты (станция)
Ду́булты (латыш. Dubulti) — железнодорожная станция в Юрмале на электрифицированной железнодорожной линии Торнякалнс — Тукумс II, ранее являвшейся частью Риго-Орловской железной дороги.

## История
Станция Дуббельн была открыта в 1877 году. Она обслуживала дачников, приехавших для принятия морских ванн, купальщиков и гостей курзала. Станция пострадала в ходе военных действий во время Первой и Второй мировых войн. С 1919 года носит нынешнее название. В 1977 году к столетию станции по проекту архитектора И. Г. Явейна было построено новое здание вокзала, выполненное в выразительной экспрессивной манере.

## Станция сегодня
На станции — 3 пути и 3 перрона. Здесь останавливаются все пригородные электропоезда, следующие в обоих направлениях. Для некоторых из них Дубулты является конечной остановкой. В здании вокзала
имеется зал ожидания и кассы по продаже билетов.
В 2016 году станция реконструирована: вместо трёх низких платформ построены две полувысокие платформы (550 мм над УГР).

## Галерея

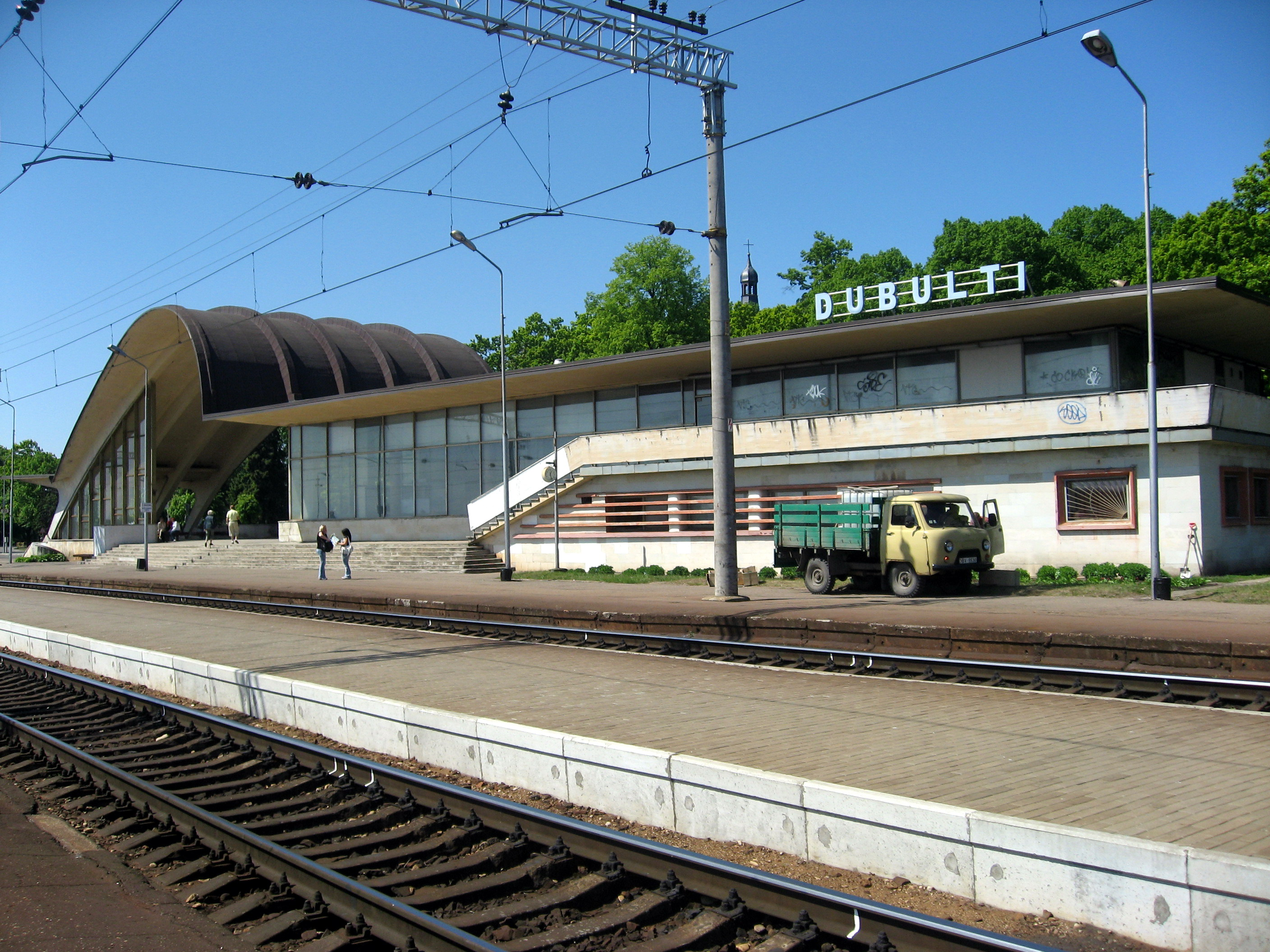
Пассажирское здание (май 2008 г.)